# خيانة (فلم 1954)
بيتريد (بالإنجليزية: Betrayed) فيلم أمريكي من بطولة الثنائي كلارك غيبل ولانا تيرنر، وهو آخر أفلامهما ونجد هنا أن هذا الفيلم لم يلاق النجاح الكبير كسابق أفلامهم حيث بان على جيبيل علامات الكبر والبدانة وكذلك بان على لانا تيرنر علامات الكبر ولكنها لا تزال على جمالها المألوف وجاذبيتها الساحرة وهذا الفيلم كان نقطة انطلاقة كبرى للممثل الكبير فيكتور ماتيور الذي اشتهر بأدوار الشر في السينما الأمريكية.

## موضوع الفيلم
يتناول الفيلم وقوع هولندا تحت الاحتلال النازي أثناء الحرب العالمية الثانية وكفاح الهولنديين ضد الاستعمار من خلال صراع المخابرات من خلال ضابط هولندي (كلارك جيبيل) وتعاون فيكتور متيور (أحد المناضلين الهولنديين) واستدراج جيبيل لمدرسة موسيقى كانت عميلة مزدوجة بين الصف النازي والصف الهولندي من خلال ممارسة الحب بين جيبيل وتيرنر من أجل تجنيدها لصالح هولندا وتتوالى الأحداث وتحدث مفارقات توضح أن هناك خائن يقوم بتسريب المعلومات ويشك جيبيل في أن لانا هي الخائنة وتتضح الأمور أثناء تحرير هولندا من الاحتلال النازي حيث يُكتشف أن متيور الذي تقاعس عن ساعة الحسم بحجة الإصابة اكتشفوا أنه لم يكن مصابًا من خلال شاش وهمي ويحاول الهرب من قبضة جيبيل من خلال الشرفة لكن جيبيل يلحقه بإطلاق الرصاص عليه ويشعر جيبيل أنه ظلم تيرنر التي يقابلها أثناء عودة جنود هولندا البواسل وهم يلقون الأناشيد الشجية الحماسية ليكفر عن ظلمه لها لتبدأ صفحة جديدة في حياتهم وفي حياة هولندا.

## الآراء
تعرض الفيلم لنقد كبير من حيث الترهل في الأحداث وكثرة اللبس في متابعة أحداث الفيلم وأنه لا يرتقي لمستوى أفلام تيرنر السابقة وقام الممثل البريطاني الكبير لويس كالهيرن بلعب دور رئيس المخابرات الحربية الهولندية وهو من أشهر من قاموا بدور يوليوس قيصر في فيلم بنفس الاسم عام 1953.

## روابط خارجية
- مقالات تستعمل روابط فنية بلا صلة مع ويكي بيانات